# Oceanitidae
Los oceanítidos (Oceanitidae) son una familia de aves en el orden Procellariiformes. Debido a que la familia se extiende principalmente por el hemisferio sur a veces se los conoce como paíños sureños. La familia contiene cinco géneros que agrupan a ocho especies. Fueron el segundo grupo de paíños en separarse del tronco principal de petreles, y por ello algunos autores la consideran una familia separada de Hydrobatinae.

## Taxonomía
Los oceanítidos fueron introducidos en 1881 por el zoólogo William Alexander Forbes. Y tradicionalmente se les ha considerado una subfamilia de la familia Hydrobatidae. 
Estudios posteriores sobre la secuencia de ADN del citocromo b mostró que la familia era parafilética, sugiriendo que en realidad Ocenitidae e Hydrobatidae son familias distintas. Finalmente el Comité Ornitológico Internacional considera ambos grupos como familias distintas:
Oceanitidae: Paiños australes
Hydrobatidae: Paiños septentrionales

## Especies
Familia Oceanitidae
- Oceanites oceanicus - paíño de Wilson;
- Oceanites maorianus - paíño de Nueva Zelanda;
- Oceanites gracilis - paíño de Elliot;
- Oceanites pincoyae - paíño pincoya;[4]
- Garrodia nereis - paíño dorsigrís;
- Pelagodroma marina - paíño pechiblanco;
- Fregetta tropica - paíño ventrinegro;
- Fregetta grallaria - paíño ventriblanco;
- Nesofregetta fuliginosa - paíño gorgiblanco.